# Казахмыс (хоккейный клуб)
«Казахмыс» — хоккейная команда из города Сатпаева (до 2006 клуб базировался в городе Караганде). Чемпион Казахстана 2006 года. Выступал в чемпионате России. Расформирован в 2011.

## История
В 1966—2000 годах в Караганде выступал клуб «Автомобилист» («Строитель», «Булат»), в 1999—2001 годах — клуб "Юность".

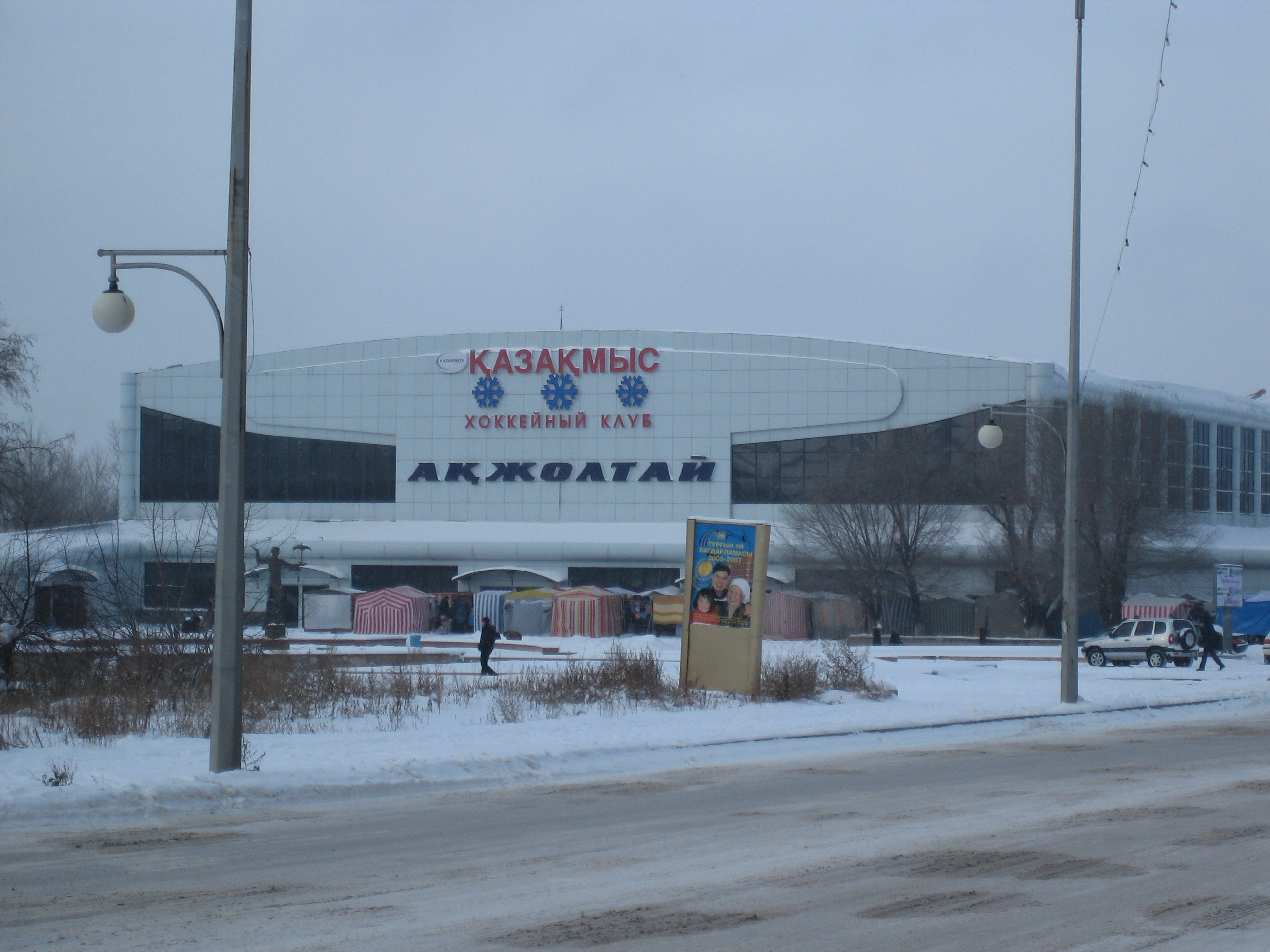
Дворец спорта «Акжолтай»

В 2002/2003 на смену «Юности» приходит «Казахмыс». В дебютном сезоне новый карагандинский коллектив занял 3 место в первой лиге России (Зона «Сибирь — Дальний Восток») и 2 место в чемпионате Казахстана. В сезоне 2004/2005 «Казахмыс» дебютировал в Высшей лиге России. Несмотря на неудачный старт, команда сумела в итоге подняться на 12 место, а в чемпионате РК занять 3 место и вновь стать финалистом Кубка РК, а в 2005 году карагандинцы нарушили гегемонию усть-каменогорцев «Казцинк-Торпедо», выиграв кубок Казахстана.
20 июня 2006 года из Караганды клуб переехал в город Сатпаев.
В сезоне 2007/08 команда «Казахмыс» впервые участвует в плей-офф Высшей лиги чемпионата России и сразу становится её бронзовым призёром, также являясь первой казахстанской командой, завоевавшая медали Высшей лиги. По окончании сезона руководство спонсора клуба корпорация «Казахмыс» заявило о расформировании команды, ссылаясь на проблемы с финансированием.
Сезон 2008—2009 команда «Казахмыс» начала уже в Первой лиге чемпионата России с кардинально изменённым составом. В 2008 году команда «Казахмыс» становится обладателем Кубка РК.
В 2009 году в клубе происходит смена главного тренера, и часть игроков уходят в карагандинскую ХК «Сарыарка», но тем не менее это не мешает завоевать бронзу в чемпионате РК (высшая лига) в сезоне 2008—2009 гг.
В 2011 году клуб прекратил своё существование. В сезоне 2011—2012 годов в МХЛ-Б выступала молодёжная команда из Караганды под названием «Казахмыс». После окончания сезона и она была расформирована.

## Достижения
Чемпионат Казахстана
- Чемпион ОЧРК (1): 2005/2006
- Финалист ОЧРК (7 рекорд): 1992/1993, 1993/1994, 1995/1996, 1998/1999, 2002/2003, 2004/2005, 2006/2007
- Бронза ОЧРК (3): 1994/1995, 2003/2004, 2008/2009

Кубок Казахстана
- Обладатель (3): 2005, 2006, 2008
- Финалист (1): 2004
- Бронза (1): 2007

Чемпионат России
- Бронза чемпионата России среди команд высшей лиги (1): 2007/2008

## Тренеры
- Пётр Павлюченко — 2002—2003
- Анатолий Картаев — 2003—2007
- Сергей Иченский — 2007—2008
- Сергей Могильников — 2008—2009
- Сергей Махинько — 2009—2010
- Дмитрий Главюк — 2010—2011

## Ледовый дворец
Хоккейный клуб «Казахмыс» проводил свои домашние игры в Ледовом дворце «Арена-2005».